# Gle Patirah
Gle Patirah är ett berg i Indonesien.   Det ligger i provinsen Aceh, i den västra delen av landet, 1 800 km nordväst om huvudstaden Jakarta. Toppen på Gle Patirah är 501 meter över havet, eller 146 meter över den omgivande terrängen. Bredden vid basen är 2,5 km.
Terrängen runt Gle Patirah är huvudsakligen kuperad, men åt sydost är den bergig.Runt Gle Patirah är det ganska tätbefolkat, med 58 invånare per kvadratkilometer. I omgivningarna runt Gle Patirah växer i huvudsak städsegrön lövskog.